# Ideopsis batuna
Ideopsis batuna är en fjärilsart som beskrevs av Hans Fruhstorfer 1906. Ideopsis batuna ingår i släktet Ideopsis och familjen praktfjärilar. Inga underarter finns listade i Catalogue of Life.